# Jefferson Pérez
Jefferson Leonardo Pérez Quezada (Cuenca, 1974. július 1. –) olimpiai és világbajnok ecuadori gyalogló atléta. Ő szerezte Ecuador történetének első olimpiai érmét.

## Élete és pályafutása
1974-ben született az ecuadori Cuenca egyik régi városnegyedében, El Vecinóban, María Lucrecia Quezada és Manuel Jesús Pérez fiaként. Anyja először Jersiniónak szerette volna keresztelni, de ezt a hatóságok nem engedélyezték, így végül bátyja, Fausto ötlete alapján a Jefferson keresztnevet kapta (igaz, ennek elfogadtatásához is meg kellett említeniük, hogy egy sportoló gyermekéről van szó). A családban második neve, a Leonardo alapján Nardónak becézték. Összesen négy testvére volt, két fiú és két leány.
Fiatalon szűkös anyagi körülmények között élt. Az Eugenio Espejo és a Gabriel Cevallos nevű általános iskolákba járt, majd tanulmányait a Colegio Francisco Febres Corderóban folytatta, de mindeközben különféle munkákat is kellett vállalnia, hogy segítse otthona fenntartását. Később amellett, hogy aktívan sportolt, az Azuayi Egyetemre is járt, és kereskedelmi mérnöki végzettségén kívül a vállalkozások adminisztrációja területén is mesterfokozatot szerzett.
A gyaloglással szinte véletlenül, a Febres Cordero iskolában egy testnevelésvizsgára való felkészülés során került kapcsolatba. Megkérte Fabián nevű testvérét, hogy egy hétre állhasson be a helyére azon az edzésen, amelyet Luis Muñoz vezényelt atléták egy csoportjának. Végül 1988 áprilisában megjelent ennek az edzésnek a helyszínén, a La Madre parkban: innentől kezdve ez lett felkészülésének központi helye. Edzője hamarosan úgy döntött, ösztönözni fogja a fiút, hogy induljon egy hosszútávú versenyen: néhány hétnyi felkészülés után meg is nyerte a Sport AID nevű versenyt, és jogot szerzett arra, hogy New Yorkban és Londonban mint sportnagykövet képviselhesse hazáját. Tehetségét látva egy Luis Chocho nevű edző meghívta, hogy csatlakozzon csoportjához, ahol már több sikeres dél-amerikai gyalogló, többek között Míriam Ramón és Luisa Nivicela is szerepelt. Bár eredetileg a hozzá szükséges furcsa mozdulatok miatt nem érzett különös vonzalmat a gyaloglás iránt, végül, miután családjával is megbeszéléseket folytatott, véglegesen elkötelezte magát emellett a sportág mellett.

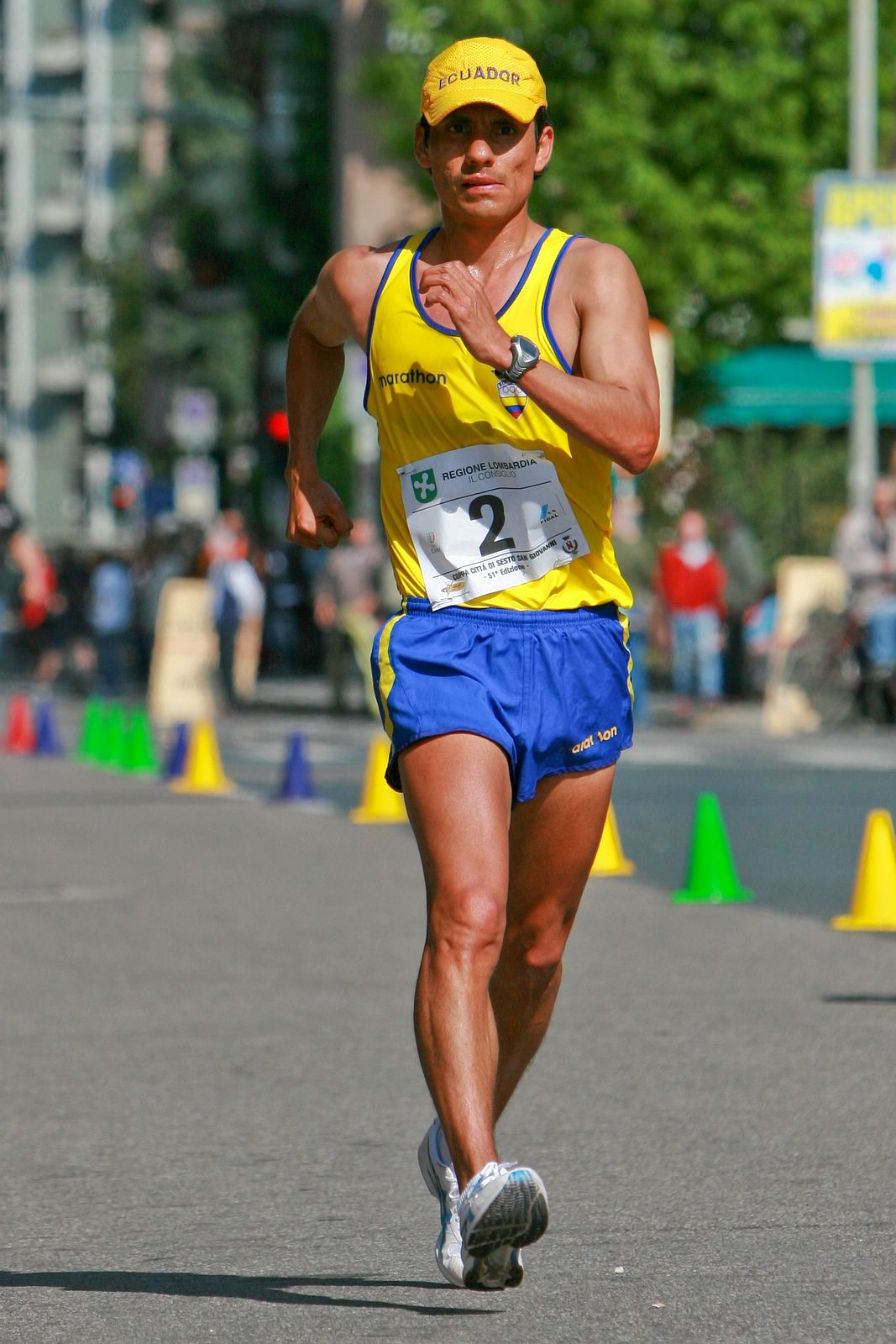
Egy olaszországi versenyen 2008-ban

Első nagy sikerét 1990-ben a Plovdivban rendezett ifjúsági atlétikai világbajnokságon érte el, ahol 10 km-en bronzérmes lett, 1992-ben Szöulban pedig már meg is nyerte azt. Ezt a győzelmet több dél-amerikai és pánamerikai siker követte, például 1993-ban Limában 20 km-es távon győzött a dél-amerikai bajnokságban.
Az 1996-os atlantai olimpián (többek között Enrique Peña edzőnek köszönhetően) hazája történetének első olimpiai érmét, egyben első olimpiai aranyát szerezve megnyerte a 20 km-es gyaloglószámot. 1993-ban kulcscsonttörést szenvedett, 1999-ben pedig, napokkal az atlétikai világbajnokság előtt porckorongsérvet diagnosztizáltak nála. Végül úgy döntött, ennek ellenére elindul a versenyen: eredménye egy ezüstérem volt. A bajnokság után megműtötték, így több hétre kerekesszékbe kényszerült. Gyógyulása után folytatta a felkészülést, majd a 2000-es sydneyi olimpián a 4. helyet szerezte meg. Ezek után, mivel úgy érezte, nem kap elég támogatást, határozatlan időre visszavonult a versenyzéstől. Ezalatt fejezte be egyetemi tanulmányait. Végül annyi üzenetet és bátorítást kapott honfitársaitól, hogy egy év szünet után újrakezdte sportolói pályafutását. Úgy döntött, saját maga edzője lesz, bár felkészülésének megtervezéséhez igénybe vette a cuencai Manuel Ortiz segítségét is.
Már 1997-ben is megnyerte a gyalogló-világkupát, majd visszatérése után 2002-ben Torinóban ismét győzött. 2003-ban, a párizsi világbajnokságon (világcsúcsot felállítva) megszerezte első világbajnoki címét is, majd 2005-ben, Helsinkiben és 2007-ben, Oszakában megismételte ezt a sikert. Mindezeknek köszönhetően 2007 végén a kubai Prensa Latina, az angol BBC és az amerikai Fox Sports egész Dél-Amerika legjobb sportolójának választotta meg Pérezt.
2004-es athéni olimpiai szereplése (20 km-en 4. hely, 50 km-en 12. hely) csalódottságot okozott számára, viszont 2008-ban, Pekingben ismét olimpiai érmet szerzett: ezúttal egy ezüstöt, mindössze 14 másodperccel lemaradva a később doppinggyanúba is keveredő orosz Valerij Borcsin mögött. Ezzel az eredménnyel Ecuador első olimpiai ezüstjét szerezte, egyben az ország első kétszeres olimpiai érmese lett.
Miután befejezte sportpályafutását, társadalmi ügyekkel kezdett foglalkozni. Létrehozta a nevét viselő alapítványt, amellyel a hátrányos helyzetű gyermekek oktatását, táplálását és egészségügyi ellátását segíti. Vállalkozóként foglalkozott ingatlanprojektekkel, és részt vett nagyobb sportesemények szervezésében is. A 2019-es cuencai polgármesterválasztáson jelöltként indult, de végül nem őt választották meg.